# Lene Schneider-Kainer
Lene Schneider-Kainer (geborene Lene Schneider, 16. Mai 1885 in Wien, Österreich-Ungarn; gestorben 15. Juni 1971 in Cochabamba, Bolivien) war eine österreichische Malerin. Bekannt wurde sie durch die Illustrationen des Buches Lukian: Hetärengespräche. Mit Illustrationen von Lene Schneider-Kainer und einem Nachwort von Sabine Dahmen.

## Leben
Lene Schneider wurde als Tochter des Malers Sigmund Schneider in Wien geboren. Dort studierte sie Kunst, bevor sie ihre Studien in München, Paris und Amsterdam fortsetzte.
In Paris lernte sie 1909 den Arzt, Maler und Grafiker Ludwig Kainer kennen, den sie 1910 heiratete. Mit ihm lebte sie von 1912 bis zu ihrer Scheidung im Jahr 1924 in Berlin Charlottenburg. Das Paar gehörte einem Zirkel von Künstlern und Intellektuellen an, zu denen auch neben anderen Arnold Schönberg, Franz Werfel, Herwarth Walden und Else Lasker-Schüler gehörten.
Ihren künstlerischen Durchbruch erreichte sie im Jahr 1917 in der Galerie Gurlitt in Berlin. Ihre 50 ausgestellten Ölgemälde und Zeichnungen erregten in der Berliner Kunstwelt Aufsehen. Unter den Zeichnungen befanden sich 30 erotische Illustrationen für die von Christoph Martin Wieland übersetzten Hetärengespräche des Lukian. Zwischen 1919 und 1922 lag ihr künstlerischer Schwerpunkt in der Schaffung lithographischer, erotischer Mappenwerke. Nach der Scheidung von Ludwig Kainer eröffnete sie ein exklusives Wäschegeschäft mit Kunstsalon. Die handgefertigte Wäsche in ihrem Geschäft entwarf sie selbst.
Im Auftrag des Berliner Tageblattes reiste sie ab 1927 mit dem Schriftsteller Bernhard Kellermann durch Russland, Persien, Indien, Burma, Thailand, Vietnam, Tibet, Hongkong und China. Über diese Reisen vermerkte sie:

„Wir reisten durch viele Länder und Regionen, in denen noch niemals fotografische Geräte gesehen wurden, wo die Eingeborenen entweder vor der Kamera flohen oder schier unüberwindliche Hindernisse durch ihre grenzenlose Wissbegierde aufbauten. Es war … unglaublich für sie, dass eine Frau Gesichter und Formen wie Briefe auf Papier schrieb.“

Die Reise dauerte zwei Jahre. Von der Reise brachte sie Filmmaterial für eine Dokumentation zurück sowie Fotografien und Zeichnungen. Ihre Arbeiten wurden in verschiedenen Berliner Museen sowie in Magdeburg, Stuttgart, Kiel, London und Rom ausgestellt. Von ihr auf dieser Reise gesammelte historisch oder künstlerisch bedeutsame Gegenstände wurden 1930 in Berlin als „Sammlung Schneider-Kainer“ versteigert.
Schneider-Kainer illustrierte auch für andere Zeitschriften, so für Die Dame. Das Jahr 1931 verbrachte sie gefördert durch ein Stipendium der Deutschen Akademie Rom Villa Massimo in Rom. Nach der Machtergreifung kehrte sie als Jüdin von einer Balearen-Reise nicht zurück nach Berlin und lebte auf Mallorca, später auf Ibiza. Dort führte sie ein offenes Haus und gründete eine Künstlerkolonie. Sie emigrierte 1937 nach New York, als der Spanische Bürgerkrieg ausbrach. Dort führte sie von 1938 bis 1954 den Kinderbuchverlag Elena Aleska, gab unter dem Pseudonym Eleska eigene Kinderbücher heraus und zeigte ihre Bilder in Ausstellungen in New York und Philadelphia.
Im Jahr 1954 zog sie nach Bolivien, wo sie ihrem Sohn Peter beim Aufbau einer Stofffabrik half. Die Textilien wurden mit indianischen Mustern bedruckt und sollten die einheimische Teppich- und Stoffherstellung fördern. Die Textilien wurden in die Vereinigten Staaten exportiert.
Lene Schneider-Kainer starb in Cochabamba am 15. Juni 1971.

## Werke (Auswahl)
- Näherinnen (Öl auf Leinwand, 55 × 60,8 cm, o. D.; Museum Kunst der Verlorenen Generation, Salzburg)[4]